# Pseudojuloides

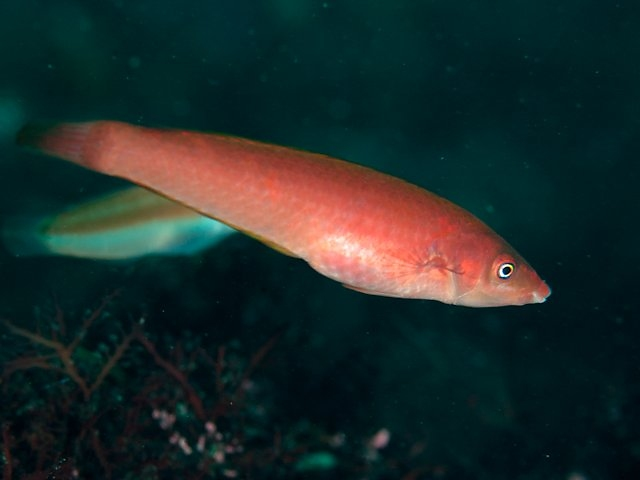
P. elongatus

Pseudojuloides Fowler, 1949 è un genere di pesci di acqua salata appartenenti alla famiglia Labridae.

## Distribuzione
Provengono dall'oceano Pacifico e dall'oceano Indiano.

## Descrizione
Presentano un corpo compresso lateralmente, allungato e con la testa del profilo appuntito. La livrea è spesso sgargiante. Le dimensioni sono ridotte, e variano dai 6,5 cm di P. xanthomos ai 12,3 di P. cerasinus.

## Tassonomia
Questo genere comprende 20 specie:
- Pseudojuloides argyreogaster (Günther, 1867)
- Pseudojuloides atavai Randall & Randall, 1981
- Pseudojuloides cerasinus (Snyder, 1904)
- Pseudojuloides crux Tea, Gill & Senou, 2020
- Pseudojuloides edwardi Victor & Randall, 2014
- Pseudojuloides elongatus Ayling & Russell, 1977
- Pseudojuloides erythrops Randall & Randall, 1981
- Pseudojuloides kaleidos Kuiter & Randall, 1995
- Pseudojuloides labyrinthus Victor & Edward, 2016
- Pseudojuloides mesostigma Randall & Randall, 1981
- Pseudojuloides paradiseus Tea, Gill & Senou, 2020
- Pseudojuloides pluto Tea, Greene, Earle & Gill, 2020
- Pseudojuloides polackorum Connell, Victor & Randall, 2015
- Pseudojuloides polynesica Victor, 2017
- Pseudojuloides proserpina Tea, Greene, Earle & Gill, 2020
- Pseudojuloides pyrius Randall & Randall, 1981
- Pseudojuloides severnsi Bellwood & Randall, 2000
- Pseudojuloides splendens Victor, 2017
- Pseudojuloides xanthomos Victor & Edward, 2015
- Pseudojuloides zeus Randall & Randall, 1981

## Conservazione
Tutte le specie di questo genere sono classificate come "a rischio minimo" (LC) o "dati insufficienti" (DD) dalla lista rossa IUCN, a parte di P. edwardi e P. inornatus, non valutate. Nessuna specie è stata segnalata come in pericolo.